# Instrukcja blokowa
Instrukcja blokowa – (instrukcja złożona) jako instrukcja strukturalna jest elementem składni języków programowania strukturalnego, wydzielona część kodu źródłowego programu komputerowego, stosowane np. do grupowania sekwencji instrukcji składowych (prostych lub złożonych), ujmując je w nawiasy zdaniowe.
Instrukcja blokowa wyróżniona jest przez odpowiednie symbole składniowe (nawiasy zdaniowe), np. w językach C, C++, Java symbolami takimi są nawiasy klamrowe { }, w Algolu i Pascalu słowa kluczowe begin end.
Instrukcja blokowa jest traktowana na takich samych zasadach jak pojedyncza instrukcja.

## Rodzaje instrukcji blokowych
W różnych językach programowania istnieją dwa rodzaje instrukcji blokowej:
- instrukcja grupująca
- instrukcja blokowa.

### Instrukcja grupująca
Z tego typu instrukcją mamy do czynienia w językach takich jak
- Pascal

```
 
begin

   
instrukcje

 
end
;
```

- PL/1

```
 
DO
;
   
instrukcje

 
END
;
```

Instrukcje te grupują fragment kodu, który może być traktowany jak jedna instrukcja (w odniesieniu do instrukcji strukturalnych: warunkowych, pętli czy wyboru). Tego typu instrukcja blokowa jest więc tylko swoistym „nawiasem”, nie ograniczającym zakresu deklaracji (np. zmiennych).

### Instrukcja blokowa
Ten rodzaj instrukcji jest rozszerzeniem w porównaniu do instrukcji grupującej. Instrukcja ta stanowi rzeczywisty blok z ograniczeniem zakresu zawartych w niej deklaracji (np. zmiennych).
- Algol

```
 
begin

   
deklaracje zmiennych lokalnych

   
instrukcje

 
end
```

- C

```
 
{

   
deklaracje zmiennych lokalnych

   
instrukcje

 
}
```

- PL/1

```
 
BEGIN
;
   
deklaracje zmiennych lokalnych

   
instrukcje

 
END
;
```

Różnicę między oboma rodzajami instrukcji blokowej widać najlepiej na przykładzie języka PL/1, w którym występują obie instrukcje, mając różne możliwości i zastosowanie.

### Języki strukturalne bez instrukcji blokowej
Wiele języków strukturalnych nie zawiera instrukcji blokowej. Do tej grupy należą te języki programowania, w których każda instrukcja sterująca posiada własne słowo kluczowe zamykające instrukcję strukturalną, a także nie przewidziano możliwości deklarowania zmiennych lokalnych w bloku. Do takich języków należą między innymi: Basic, Comal, Visual Basic
Przykład Visual Basic:
```
 
IF
 
warunek
 
THEN

   
instrukcje

 
END IF
```

### Rozszerzenia instrukcji blokowych

#### Algol
Istnieje możliwość zastosowania instrukcji opuszczenia, aby wyjść z instrukcji blokowej:
```
 
begin

   ...
   
exit

   ...
 
end
```

#### Clipper
Postać instrukcji blokowej w języku Clipper:
```
 
BEGIN SEQUENCE

   
instrukcje

 
[
BREAK
 
[
wyrażenie
]]

   
instrukcje

 
[
RECOVER
 
[
USING
 
parametr
]]

   
instrukcje

 
END
 
[
SEQUENCE
]
```

Rozszerzenie instrukcji blokowej w języku Clipper polega na wprowadzeniu możliwości kontroli wykonania zawartych w niej instrukcji i możliwości ich przerwania (np. w sytuacjach błędów), za pomocą instrukcji opuszczenia BREAK. Instrukcja ta ma rozszerzenie o możliwość podania wyrażenia, które zostanie podstawione pod parametr podany we frazie USING sekcji RECOVER, do której następuje przejście po napotkaniu instrukcji BREAK. Stosowanie instrukcji blokowej w tym języku jako nawiasu spinającego jest zbędne, gdyż składania każdej instrukcji strukturalnej definiuje słowo zamykające.

## Przykłady
Język C/C++
```
   while(W) I1;  // wykonywana dopóki spełniony jest warunek W

   I2;  // wykona się raz - nie objęte pętlą

   while(W)
   {
       I1;      // wykonywane dopóki spełniony jest warunek W
       I2;
   }

```

Język Pascal
```
   if(W) then I1;
   I2;

   if(W) then
   begin
      I1;
      I2;
   end;

```